# Epoka lodowcowa 5: Mocne uderzenie
Epoka lodowcowa: Mocne uderzenie (ang. Ice Age: Collision Course, 2016) – amerykański film animowany produkcji 20th Century Fox, którego światowa premiera odbyła się 30 czerwca 2016 roku. Film jest piątą częścią filmu Epoka lodowcowa. Film zrealizowany w technologii 3D.

## Opis fabuły
Bohaterowie czterech filmów z serii „Epoka lodowcowa”, powracają by przeżyć prawdziwie niezwykłą przygodę. Tym razem niepoprawny Wiewiór w pogoni za upragnionym orzeszkiem zostaje… wystrzelony w kosmos, gdzie niechcący powoduje katastrofę, w wyniku której w kierunku Ziemi zmierza wielki meteor. Zanim dojdzie do „mocnego uderzenia”, Maniek, Diego i Sid muszą stawić czoło niezwykłym zjawiskom, wśród których są gigantyczne fale, wyładowania elektryczne i inne fenomeny natury.

## Wersja polska
Opracowanie: Studio Sonica

Reżyseria: Piotr Kozłowski

Tłumaczenie: Arleta Walczak

Dialogi: Joanna Kuryłko

Mix: Deluxe Media

Organizacja produkcji: Agnieszka Kudelska, Robert Kudelski

Teksty piosenek: Michał Wojnarowski

Wystąpili:
- Cezary Pazura – Sid
- Wojciech Malajkat – Maniek
- Piotr Fronczewski – Diego
- Waldemar Barwiński – Buck
- Joanna Jeżewska – Shira
- Dominika Kluźniak – Brzoskwinka
- Brygida Turowska – Babcia Sida
- Karina Szafrańska – Ela
- Jacek Kawalec – Zdzich
- Krzysztof Szczerbiński – Edek
- Otar Saralidze – Julian
- Aleksandra Kowalicka – Lenia
- Jacek Kopczyński – Shangri-Llama
- Miłogost Reczek – Teddy
- Chris Wedge – Scrat

W pozostałych rolach:
- Grzegorz Wons – Gavin
- Agnieszka Kunikowska – Gertie
- Piotr Bajtlik – Roger
- Bartosz Obuchowicz
- Tomasz Błasiak
- Sonia Szafrańska
- Zbigniew Dziduch(inne języki)
- Agnieszka Kudelska

Piosenki śpiewali: Waldemar Barwiński, Katarzyna Dereń, Iwona Kmiecik oraz Piotr Bajtlik.